# Horst Köppel
Horst Köppel (17 de maig de 1948) és un futbolista alemany. Va disputar 11 partits amb la selecció d'Alemanya.

## Estadístiques
| Selecció d'Alemanya | Selecció d'Alemanya | Selecció d'Alemanya |
| Anys                | Partits             | Gols                |
| ------------------- | ------------------- | ------------------- |
| 1968                | 3                   | 0                   |
| 1969                | 0                   | 0                   |
| 1970                | 0                   | 0                   |
| 1971                | 6                   | 2                   |
| 1972                | 0                   | 0                   |
| 1973                | 2                   | 0                   |
| Total               | 11                  | 2                   |